# Diego Gómez de Lamadrid
Diego Gómez de Lamadrid O.S.T. (Potes, 1529 - Badajoz, 15 de agosto de 1601) fue un religioso trinitario y obispo español. Fue inquisidor apostólico de Cuenca y arzobispo electo de Lima en el Perú en 1577, pero al no tomar posesión de dicha sede metropolitana, se revocó su nombramiento para dárselo a Toribio de Mogrovejo. Fue nombrado entonces obispo de Badajoz, siendo arzobispo a título personal y rigiendo esta diócesis de 1578 a 1601. No se le incluye en la nómina de los arzobispos limeños. 

## Biografía
Hijo de Francisco Gómez de la Madrid y María Godínez. Sus abuelos maternos fueron el alcalde D. García de Carrión y Dª. Marina Godínez, a los que mandó hacer una lápida para la iglesia de Mucientes, en Valladolid (España), donde fueron enterrados.
Cursó Derecho Canónico en la Universidad de Salamanca. Era todavía muy joven cuando el arzobispo de Granada, Pedro Guerrero, lo nombró visitador de su diócesis. Por sus méritos, pasó a ser provisor y vicario general, y luego, cuando Guerrero concurrió al Concilio de Trento en 1547, gobernador del arzobispado.
En 1566, por decisión del inquisidor general Fernando de Valdés y Salas, fue nombrado inquisidor apostólico de Cuenca, cargo en el que se mantuvo durante once años. La jurisdicción del tribunal de la inquisición de Cuenca era amplia; abarcaba el obispado de Cuenca y el de Sigüenza, y el priorato de Uclés. Entre los hechos notables de su gestión está su actuación en la publicación del edicto de gracia concedido a los moriscos del distrito de la inquisición de Cuenca-Sigüenza, entre 1570 y 1571.
Renunció al obispado ofrecido en Charcas (actual Bolivia), pero el rey Felipe II, conocedor de su valía, en 1577 lo propuso para el arzobispado de Lima, entonces capital del virreinato del Perú, en reemplazo del fallecido fray Jerónimo de Loayza, primer arzobispo de dicha sede. La intención del rey era enviar a América personal maduro y capacitado para la gigantesca labor de evangelización del continente. Fue preconizado el 27 de marzo de 1577, pero debido a un problema en la llegada de las bulas o bien por motivo de salud, no pudo embarcarse y así transcurrieron los meses. Se dice que la reina Ana intercedió para que permaneciese en España, por lo que el rey presentó al papa a otro candidato, Toribio Alfonso de Mogrovejo, quien fue preconizado y pasó a tomar posesión de la sede como segundo arzobispo de Lima. En compensación, Lamadrid fue nombrado obispo de Badajoz, el 13 de junio de 1578.
En el obispado pacense se consagró a la aplicación de los decretos del Concilio de Trento. Convocó, en mayo de 1583, un importantísimo sínodo diocesano en el que se legisló sobre la disciplina del clero, el culto divino y la reforma de costumbres. Visitó repetidas veces toda su diócesis, de la que nunca salió, y entregó buena parte de su patrimonio al sustento de los pobres.
Una real cédula fechada en 24 de enero de 1580 ordenó que se le abonaran las rentas del arzobispado de Lima, desde el día en que como tal fue nombrado hasta que fue promovido a Badajoz.